# Olga Slyusareva
Olga Anatolyevna Slyusareva (em russo:  Ольга Анатольевна Слюсарева; nascida em 28 de abril de 1969) é uma ex-ciclista profissional russa, que competia em provas tanto de pista, quanto de estrada.
Slyusareva competiu, aos 31 anos de idade, nos Jogos Olímpicos de Verão de 2000 em Sydney, onde conquistou a medalha de bronze na prova feminina de corrida por pontos.
Nos Jogos Olímpicos de Verão de 2004 em Atenas, conquistou a medalha de ouro na corrida por pontos e a medalha de bronze na prova de estrada individual.